# Österrikes Grand Prix 2001
Österrikes Grand Prix 2001 var det sjätte av 17 lopp ingående i formel 1-VM 2001.

## Resultat
1. David Coulthard, McLaren-Mercedes, 10 poäng
2. Michael Schumacher, Ferrari, 6
3. Rubens Barrichello, Ferrari, 4
4. Kimi Räikkönen, Sauber-Petronas, 3
5. Olivier Panis, BAR-Honda, 2
6. Jos Verstappen, Arrows-Asiatech, 1
7. Eddie Irvine, Jaguar-Cosworth
8. Jacques Villeneuve, BAR-Honda
9. Nick Heidfeld, Sauber-Petronas
10. Jean Alesi, Prost-Acer
11. Luciano Burti, Prost-Acer

### Förare som bröt loppet
- Jenson Button, Benetton-Renault (varv 60, motor)
- Pedro de la Rosa, Jaguar-Cosworth (4, transmission)
- Juan Pablo Montoya, Williams-BMW (41, hydraulik)
- Fernando Alonso, Minardi-European (38, växellåda)
- Tarso Marques, Minardi-European (25, växellåda)
- Enrique Bernoldi, Arrows-Asiatech (17, hydraulik)
- Jarno Trulli, Jordan-Honda (14, diskvalificerad)
- Ralf Schumacher, Williams-BMW (10, bromsar)
- Giancarlo Fisichella, Benetton-Renault (3, motor)
- Mika Häkkinen, McLaren-Mercedes (1, transmission)
- Heinz-Harald Frentzen, Jordan-Honda (0, stopp vid start)

## VM-ställning
| Förarmästerskapet 1. Michael Schumacher, Ferrari, 42 2. David Coulthard, McLaren-Mercedes, 38 3. Rubens Barrichello, Ferrari, 18 | Konstruktörsmästerskapet 1. Ferrari, 60 2. McLaren-Mercedes, 42 3. Williams-BMW, 18 |